# قرة جنغل العليا (بدرانلو)
قرة جنغل العليا (بالفارسية: قره‌جنگل علیا) هي قرية تقع في إيران في قسم بدرانلو الريفي. يقدر عدد سكانها بـ 248 نسمة .